# Hegekopf (Rattlar)
Der Hegekopf ist ein mindestens 641 m ü. NHN hoher Berg des Rothaargebirges. Er liegt bei Rattlar in der Gemeinde Willingen im nordhessischen Landkreis Waldeck-Frankenberg.

## Geographie

### Lage
Der Hegekopf erhebt sich im Upland, dem Nordostausläufer des Rothaargebirges, im Naturpark Diemelsee. Sein Gipfel liegt 2 km nordnordöstlich von Rattlar, einem Willinger Ortsteil, und 2,8 km (jeweils Luftlinie) südlich von Bontkirchen, einem Ortsteil des nordrhein-westfälischen Brilon. Nach Nordwesten fällt die Landschaft in das Tal der Itter ab und nach Osten in jenes von deren Zufluss Dommelbach; entlang der Itter verläuft zwischen dem nahen Willinger Ortsteil Schwalefeld im Südwesten und Bontkirchen im Nordosten die hessische Landesstraße 3393, die in Westfalen in die L 800 übergeht.
Zu den Nachbarbergen des Hegekopfs gehören der Dommel (738 m) im Osten, die Sinzelieth (638,6 m) im Südosten, der Hermannsberg (705,1 m) im Süden, der Höhekopf (621,7 m) im Südsüdwesten, der Schetenkopf (ca. 650 m) im Südwesten und der Rothekopf (682,1 m) im Westnordwesten.

### Naturräumliche Zuordnung
Der Hegekopf gehört in der naturräumlichen Haupteinheitengruppe Süderbergland (Nr. 33), in der Haupteinheit Rothaargebirge (mit Hochsauerland) (333) und in der Untereinheit Hochsauerländer Schluchtgebirge (333.8) zum Naturraum Schellhorn- und Treiswald (333.82). Nach Süden leitet die Landschaft in der Untereinheit Upland (333.9) in den Naturraum Inneres Upland (333.90) über.

### Berghöhe
Der Hegekopf ist mindestens 641 m hoch, was sich auf die Höhenangabe eines Waldwegabzweigs bezieht, die im Nordwesten der Gipfelregion auf topographischen Karten ersichtlich ist.